# Baía de Samborombón

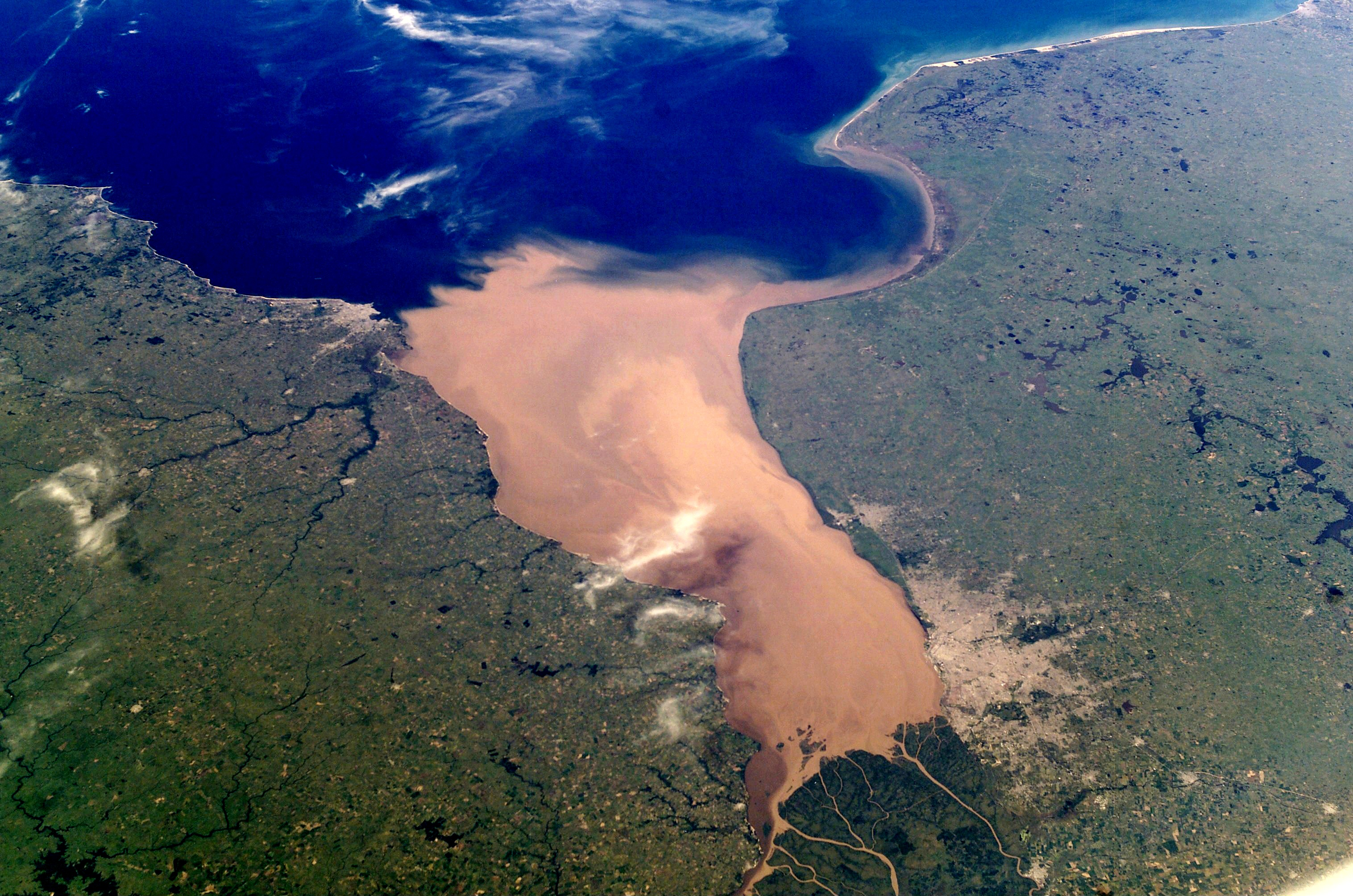
Vista aérea do Rio da Prata com vista da baía à direita.

A baía de Samborombón é uma acidente geográfico na margem direita do estuário do Rio da Prata, quando deságua no mar Argentino. Se localiza na província de Buenos Aires, no leste da Argentina.

## Áreas naturais protegidas
- Parque Costero del Sur
- Reserva de biosfera de Punta Indio
- Reserva Natural Integral con Acceso Restringido, Provincial, 9.311 ha
- Reserva Natural Integral Rincón de Ajó, Provincial, 2311 ha
- Parque Nacional Campos del Tuyú.
- Estação Biológica Punta Rasa.

A área da baía é uma zona úmida designada pela Convenção sobre as Zonas Húmidas de Importância Internacional pelo n.º 885.